# Péreyres
Péreyres ist eine französische Gemeinde mit 529 Einwohnern (Stand 1. Januar 2022) im Département Ardèche in der Region Auvergne-Rhône-Alpes. 

## Geografie
Sie liegt in den nördlichen Hochcevennen, im Tal des Flusses Bourges, inmitten von Bergen vulkanischen Ursprungs. Péreyres ist Teil des Regionalen Naturparks Monts d’Ardèche. Die nächstgrößere Stadt ist die 25 Kilometer südliche gelegene Kommune Aubenas. 
Die Landschaft ist geprägt von zahlreichen Quellen, Kaskaden und jungen Vulkanen. 

## Sehenswürdigkeiten
Eine besondere Touristenattraktion auf dem Gemeindegebiet ist die Cascade du Ray-Pic, ein kleiner Wasserfall bestehend aus zwei Strahlen, von denen der erste, nicht sichtbare, aus 60 Metern Höhe und der zweite Hauptstrahl aus 30 Metern in die Tiefe stürzt.

### Bevölkerungsentwicklung
| Jahr                       | 1962 | 1968 | 1975 | 1982 | 1990 | 1999 | 2007 | 2016 |
| Einwohner                  | 102  | 75   | 63   | 62   | 62   | 55   | 53   | 50   |
| Quellen: Cassini und INSEE |      |      |      |      |      |      |      |      |